# Nikita Nagornyj
Nikita Vladimirovič Nagornyj (in russo Никита Владимирович Нагорный?; Rostov sul Don, 12 febbraio 1997) è un ginnasta russo, campione del mondo nel 2019, due volte campione europeo e medaglia d'argento nel concorso a squadre alle Olimpiadi di Rio de Janeiro 2016. È sposato con la ginnasta Dar'ja Spiridonova.

## Biografia
Nagornyj ha debuttato a livello internazionale partecipando agli Europei juniores di Sofia 2014 con la squadra russa vincitrice della medaglia d'argento, e conquistando da individualista l'oro al volteggio. Lo stesso anno, alle Olimpiadi giovanili di Nanchino 2014, è stato l'unico ginnasta a raggiungere la finale in tutti e 6 gli attrezzi conquistando complessivamente cinque medaglie, compreso l'argento individuale.
Nel 2015 Nagornyj inizia a gareggiare nella categoria senior. Agli Europei di Montpellier si laurea campione al volteggio superando, col punteggio 15.099, il connazionale Denis Abljazin e l'ucraino Ihor Radivilov secondi a pari merito (15.083). Ai successivi Мondiali di Glasgow contribuisce al quarto posto ottenuto dalla Russia nel concorso a squadre.
Fresco vincitore di altre due medaglie d'oro agli Europei di Berna 2016, Nagornyj prende parte alle Olimpiadi di Rio de Janeiro 2016 dove vince con la Russia la medaglia d'argento presentandosi al corpo libero (15.000), agli anelli (14.866) e al volteggio (15.400). Da individualista accede alla finale del volteggio piazzandosi al quinto posto. Si conferma ai Mondiali di Stoccarda 2019
Non ripresosi completamente da un infortunio al piede, agli Europei di Cluj-Napoca 2017 non ha disputato il concorso individuale e si è qualificato solamente alla finale delle parallele simmetriche ottenendo il terzo posto.
Ai Mondiali di Doha 2018 ha contribuito al secondo posto ottenuto dalla Russia nel concorso a squadre gareggiando in tutti e sei gli attrezzi. Ha inoltre vinto la medaglia di bronzo nel concorso individuale, classificandosi terzo dietro il cinese Xiao Ruoteng e il connazionale Artur Dalalojan.
Nikita Nagornyj è diventato campione europeo individuale a Stettino 2019 (88.665 il punteggio complessivo), relegando al secondo posto Dalalojan con una differenza di 0.833 punti, e distanziando più nettamente il terzo classificato Mários Geōrgíou (84.398 punti). Per la prima volta è riuscito a imporsi pure alle parallele simmetriche, mentre non è riuscito ad andare oltre il quarto posto nelle finali del cavallo con maniglie e degli anelli. Si conferma ai Mondiali di Stoccarda 2019 guadagnando il titolo mondiale individuale, lasciandosi alle spalle ancora una volta Dalalojan, campione uscente. Complessivamente vince tre ori in questa edizione dei campionati imponendosi nel concorso a squadre con la Russia, insieme a Denis Abljazin, David Beljavskij, Artur Dalalojan e Ivan Stretovič, e nel volteggio, superando nuovamente Dalalojan per 0.033 punti.

## Palmarès

### Per ROC
- Giochi olimpici

Tokyo 2020: oro nel concorso a squadre; bronzo nel concorso individuale; bronzo nella sbarra;

### Per la Russia
- Giochi olimpici

Rio de Janeiro 2016: argento nel concorso a squadre;
- Mondiali

Doha 2018: argento nel concorso a squadre; bronzo nel concorso individuale;
Stoccarda 2019: oro nel concorso a squadre; oro nel concorso individuale; oro nel volteggio
- Europei

Montpellier 2015: oro nel volteggio;
Berna 2016: oro nel concorso a squadre; oro nel corpo libero;
Cluj-Napoca 2017: bronzo nelle parallele;
Glasgow 2018: oro nel concorso a squadre;
Stettino 2019: oro nel concorso individuale; oro nelle parallele;
Basilea 2021: oro nel concorso individuale;
- Europei junior

Sofia 2014: oro nel volteggio; argento nel concorso a squadre;
- Giochi olimpici giovanili

Nanchino 2014: oro nel cavallo; oro negli anelli; oro nelle parallele; argento nel concorso individuale; bronzo nel volteggio;